# Edmond Lefebvre du Prey

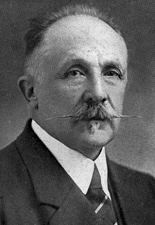
Edmond Lefebvre du Prey

Edmond Lefebvre du Prey (1866 - 1955) was een Frans politicus.
Edmond Lefebvre du Prey was van 16 januari 1921 tot 15 januari 1922 minister van Landbouw, van 29 maart tot 9 juni 1924 minister van Justitie en Grootzegelbewaarder en van 9 juni tot 14 juni minister van Buitenlandse Zaken. Van 1927 tot 1940 was hij lid van de Senaat (Sénat).
Hij overleed in 1955.